# Шумиха (Иркутская область)
Шумиха — посёлок в Слюдянском районе Иркутской области. Входит в Маритуйское муниципальное образование.

## География
Расположен в предгорьях Олхинского плато на юго-западном побережье Байкала на 102 километре Кругобайкальской железной дороги.

## История
Основан в 1902 году как посёлок строителей Кругобайкальской железной дороги.

## Население
| 2002 | 2010 | 2011 | 2012 |
| ---- | ---- | ---- | ---- |
| 7    | ↘2   | →2   | →2   |

## Достопримечательности
Рядом соседствует два комплекса, приуроченные к долинам рек Большая и Малая Шумиха. В первый входят мыс Шумихинский с тоннелем и бухтой, песчаный пляж, каменная труба через реку. Второй состоит из инженерных сооружений: моста, виадука, галереи и подпорных стенок. Одна из стенок — арочная «Итальянская» — одно из самых фотографируемых мест на Кругобайкальской железной дороге.